# Treasure Cay Airport
Treasure Cay Airport är en flygplats i Bahamas. Den ligger i den norra delen av landet, 190 km norr om huvudstaden Nassau. Treasure Cay Airport ligger 5 meter över havet.
Terrängen runt Treasure Cay Airport är mycket platt. Havet är nära Treasure Cay Airport åt nordost. Trakten är glest befolkad. Närmaste större samhälle är Cooper's Town, 19,2 km nordväst om Treasure Cay Airport. 